# Ceratosebacina longispora
Ceratosebacina longispora är en svampart som först beskrevs av Hauerslev, och fick sitt nu gällande namn av P. Roberts 1993. Ceratosebacina longispora ingår i släktet Ceratosebacina, ordningen Auriculariales, klassen Agaricomycetes, divisionen basidiesvampar och riket svampar.   Inga underarter finns listade i Catalogue of Life.
I den svenska databasen Dyntaxa används istället namnet Exidiopsis longispora för samma taxon.  Arten har ej påträffats i Sverige.